# Église Sainte-Benoîte de Craonnelle
L'église Sainte-Benoite est une église située à Craonnelle, dans le département de l'Aisne, en France.

## Localisation
L'église est située sur la commune de Craonnelle, dans le département de l'Aisne.

## Historique
L'église datant de 1932, a fait l'objet d'un dossier de l'Inventaire général du patrimoine culturel le 24 mars 2006,.